# Melambia cardoni
Melambia cardoni is een keversoort uit de familie schorsknaagkevers (Trogossitidae). De wetenschappelijke naam van de soort werd in 1908 gepubliceerd door Albert Léveillé.